# Camí de l'Estany de la Gola
El Camí de l'Estany de la Gola és una pista forestal que recorre la Vall d'Unarre, partint de la carretera de Cerbi a una altitud de 1.398 metres i fins a la base de la Cascada de la Gola, a 1.995 metres, situada al Planell de Sartari. Té una longitud de 5,2 km i un desnivell de 625 metres i es troba en gran part dins els límits del Parc Natural de l'Alt Pirineu.
Actualment, la pista és molt utilitzada per accedir als estanys de la Gola, Calberante i Tres Estanys, és molt estreta i no permet que dos cotxes que circulen en sentit oposat puguin creuar-se. A més a més, hi ha risc de caiguda dels vehicles que s'acostin massa al marge, ja que alguns trams de la pista tenen pendents importants. Per aquest motiu, l'any 2019 es va implantar un sistema que estableix uns horaris per donar pas altern als vehicles que circulen en cada un dels sentits. A més a més, es van instal·lar tanques en els trams més aeris.

## Història
Es va construir als anys 60 del segle XX per a la construcció d'una presa a l'Estany de la Gola, que es troba a 2.249 metres d'altitud, que havia de servir per a l'aprofitament hidroelèctric del Riu d'Unarre, però que es va deixar inacabada. L'any 2009 es va fer una restauració paisatgística a la zona i es va construir el refugi de l'Estany de la Gola aprofitant el que havia estat un barracó per a les obres de la presa.
L'any 2011 es va construir un nou aparcament a la cota 1.800 i es va restringir el pas a partir d'aquest punt per a reordenar la visita en aquesta zona, reduint la presència de vehicles al Planell de Sartari, un indret de gran valor paisatgístic, ramader i ecològic (molleres).
L'any 2019 es va implantar un sistema de pas alternatiu per evitar el creuament de vehicles al llarg de la pista.

## Traçat

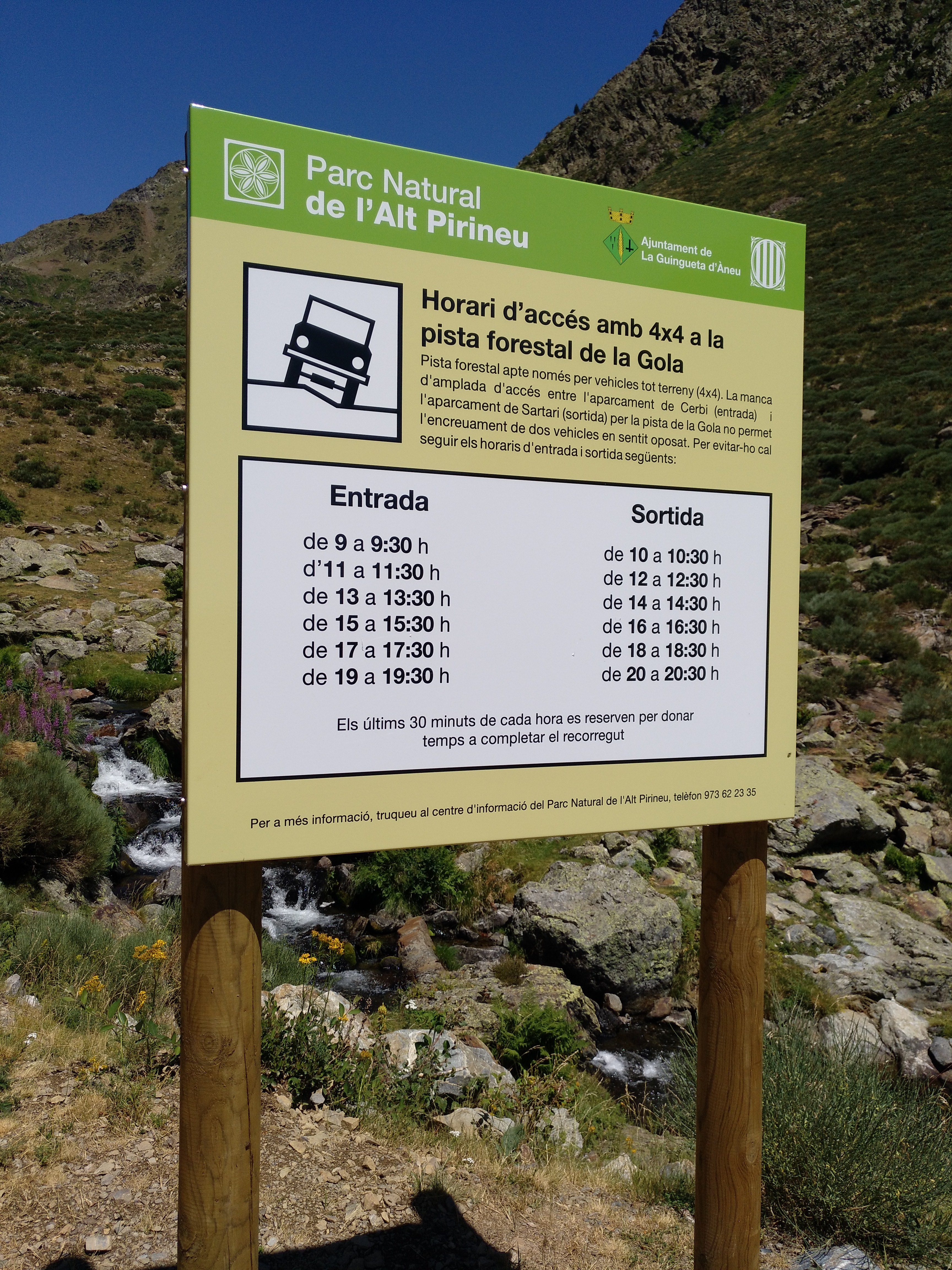
Cartell amb els horaris del pas alternatiu a la pista de la Gola

La pista comença en un desviament de la carretera que uneix Esterri d'Àneu amb Cerbi. En aquest punt s'hi troba un aparcament destinat a aquells visitants que desitgin començar l'excursió a peu des d'aquest punt proper al poble de Cerbi, i no gaire lluny del poble veí de Gavàs. El primer tram es planer, fins a arribar a un desviament a mà dreta, on comença l'ascensió cap a l'Estany de la Gola. Des d'aquest punt, el pendent pren una inclinació constant pel vessant obac de la serra de Mascarida, només trencat pels recurrents trencaaigües i el creuament del barranc de Rumiets.
Recorreguts 3,3 km, la pista canvia de vessant al creuar el Pont de Graus, que es troba a una altitud de 1.745 metres, a partir d'aquí i fins al final, per la cara Est de serra Mitjana.
Havent recorregut 4 km es troba l'aparcament de Sartari, situat a una altitud de 1.817,1 metres. A partir d'aquest aparcament només es permet el pas a veïns i vehicles autoritzats.
El tram final es troba en pitjor estat degut al gairebé nul pas de vehicles. La pista segueix pujant fins al planell de Sartari, que voreja durant els últims centenars de metres per anar a buscar la base de la Cascada de la Gola, on la pista acaba. En aquest punt s'hi troba un pont de fusta que permet travessar el riu d'Unarre i emprendre el sender de l'estany de la Gola que ascendeix ràpidament fent ziga-zagues entre dues cascades, la de la Gola i la Cascada de Sartari, provinent dels Tres Estanys.

## Senderisme
La pista forestal de la Gola és un camí important del Parc Natural de l'Alt Pirineu ja que forma part d'una sèrie de senders que connecten el poble de Cerbi amb els estanys de les capçaleres de la Vall d'Unarre i els cims del Mont-Roig i el Ventolau. La part baixa de la pista es pot evitar pujant per l'ermita de Sant Beado i recorrent el sender que guia al Pont de Graus.